# So Divided
So Divided ist das fünfte Studioalbum der texanischen Band … And You Will Know Us by the Trail of Dead. Es wurde am 14. November 2006 über Interscope Records veröffentlicht. Produziert wurde es von Mike McCarthy und der Band selbst. Der Track Wasted State of Mind wurde als Single veröffentlicht, es wurde jedoch kein Musikvideo dazu produziert. Ein Video gibt es dagegen zum Track Naked Sun, bei dem Cat Solen Regie führte.

## Rezensionen
Auch dieses Album wurde, wie schon der Vorgänger, von Kritikern sehr unterschiedlich bewertet. Von Pitchfork Media gab es z. B. nur 5,5 von 10 Punkten, Allmusic vergab dagegen mit 4 von 5 Punkten sogar einen halben Punkt mehr als für Worlds Apart. Von den Lesern der deutschen Musikzeitschrift Visions wurde es mit 9,7 von 12 Punkten bewertet.

## Titelliste
1. Intro: A Song of Fire and Wine – 1:42
2. Stand in Silence – 4:35
3. Wasted State of Mind – 5:27
4. Naked Sun – 6:04
5. Gold Heart Mountain Top Queen Directory (Robert Pollard) – 2:14
6. So Divided – 6:29
7. Life – 5:59
8. Eight Day Hell – 2:09
9. Witch's Web – 4:11
10. Segue: In the Realms of the Unreal – 2:19
11. Sunken Dreams – 5:05
12. Witch's Web (Original Version) – 4:47

Gold Heart Mountain Top Queen Directory ist eine Coverversion. Das Lied wurde von Guided by Voices geschrieben und ist auf deren Album Bee Thousand zu finden.
Witch’s Web (Original Version) ist nur in Europa und Japan als Bonustrack enthalten.

## Besetzung

### Band
- Conrad Keely
- Jason Reese
- Kevin Allen
- Doni Schroeder
- Daniel Wood

### Weitere Musiker
- Amanda Palmer: Gesang und Klavier
- Lily Courtney: Gesang und Backing Vocals
- Will Courtney: Gesang und Backing Vocals
- James Olsen: Gesang und Backing Vocals
- Beaux Randall: Backing Vocals
- Daniel Wilcox: Slide-Gitarre
- Pat Mastellotto: Percussion
- Hilary Hahn: Geige
- Matt Bang: Saxophon